# Neptis nicomedes
Neptis nicomedes är en fjärilsart som beskrevs av William Chapman Hewitson 1874. Neptis nicomedes ingår i släktet Neptis och familjen praktfjärilar. Inga underarter finns listade i Catalogue of Life.

## Bildgalleri

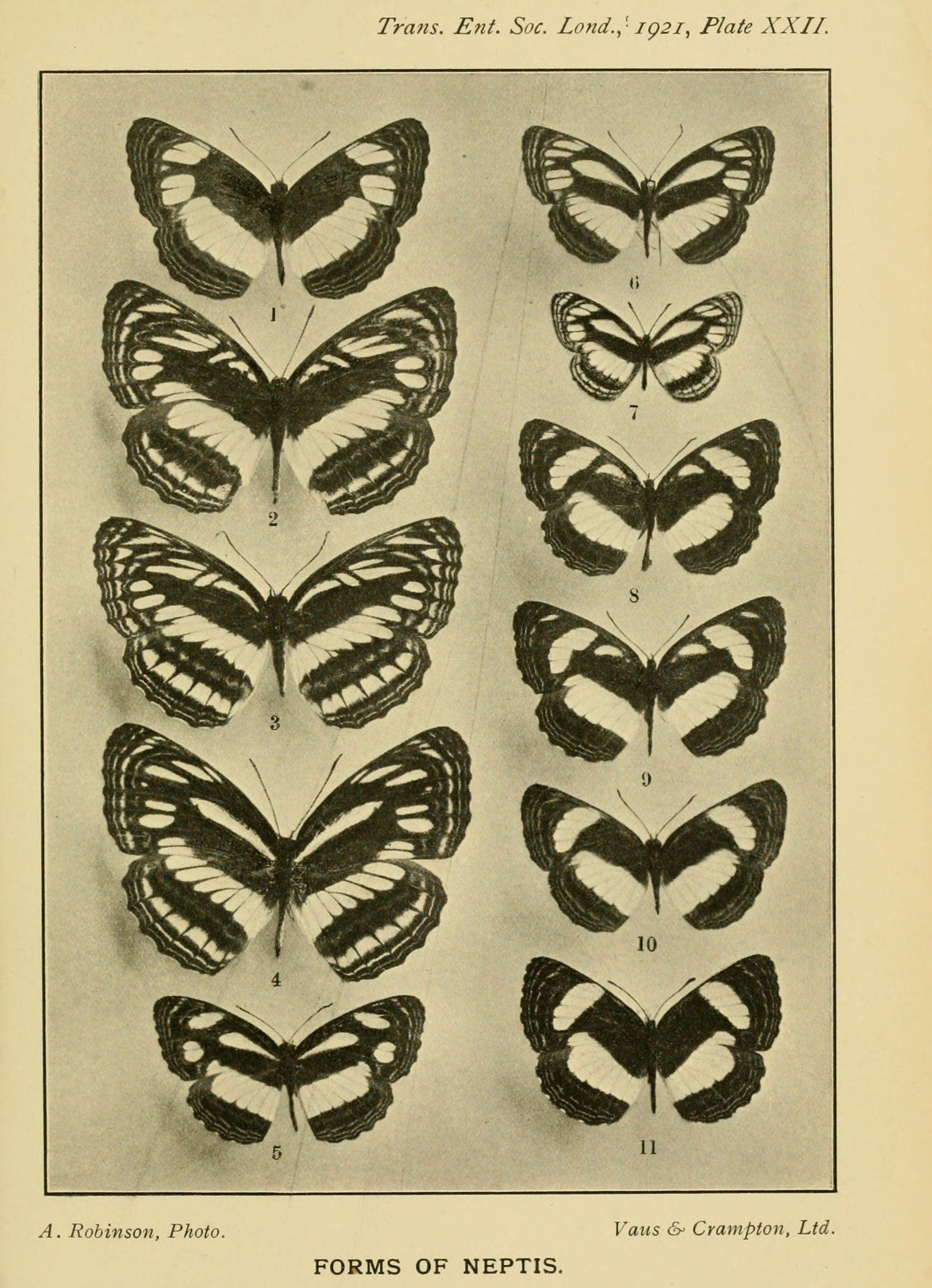